# Pusa hispida
La foca dagli anelli (Pusa hispida Schreber, 1775), chiamata netsik o nattiq dagli Inuit, è un pinnipede della famiglia dei Focidi diffuso nelle regioni artiche e subartiche. È una foca di piccole dimensioni, che supera raramente gli 1,5 m di lunghezza, con una caratteristica colorazione a macchie scure circondate da anelli color grigio chiaro, ai quali deve il nome comune. È la foca più numerosa e diffusa dell'emisfero boreale: il suo areale comprende il mar Glaciale Artico, il mare di Bering e il mare di Okhotsk, fino alle coste settentrionali del Giappone, nel Pacifico, e le coste nordatlantiche di Groenlandia e Scandinavia, fino a Terranova; nell'Europa settentrionale, inoltre, vivono due sottospecie di acqua dolce. Le foche dagli anelli sono una delle prede preferite degli orsi polari e sono state per lungo tempo uno dei componenti principali della dieta dei popoli indigeni dell'Artico.

## Tassonomia
La tassonomia della foca dagli anelli è stata molto dibattuta e nel corso degli anni ha subito molte revisioni. A causa del suo vasto areale, in passato ne sono state descritte fino a dieci sottospecie, ma il loro numero è sceso a cinque, tra le quali tre forme isolate dalle altre:
- P. h. hispida Schreber, 1775;
- P. h. botnica Gmelin, 1788;
- P. h. ladogensis Nordquist, 1899;
- P. h. ochotensis Pallas, 1811;
- P. h. saimensis Nordquist, 1899.

La foca dagli anelli è strettamente imparentata con la foca del Caspio (P. caspica) e con la foca del Baikal (P. sibirica): tutte e tre presentano piccole dimensioni, morfologia del cranio simile e una grande affinità con il ghiaccio.
Dal punto di vista filogenetico, i parenti più stretti della foca dagli anelli sono la foca grigia (Halichoerus grypus) e le specie del genere Phoca (foca comune e foca maculata), tra le quali veniva classificata in passato. Insieme alle altre specie artiche (foca dalle fasce, foca barbata, foca della Groenlandia e foca dal cappuccio), queste foche costituiscono la sottofamiglia dei Focini.

## Descrizione

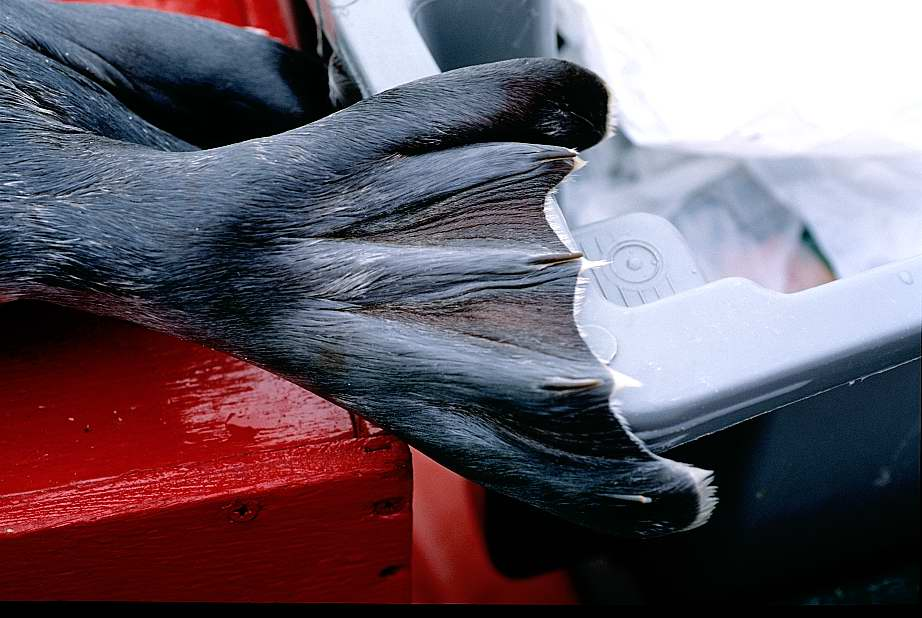
Pinne posteriori.

Con una lunghezza massima che supera a malapena i 150 cm e un peso di 50–110 kg, la foca dagli anelli è il rappresentante più piccolo della famiglia dei Focidi; essa deve il nome ai caratteristici disegni a forma di anello del mantello. Su di esso, delle macchie color grigio scuro sono circondate da anelli di colore bianco-grigiastro chiaro o argento, maggiormente visibili sul dorso e sui fianchi, spesso tanto fitti da fondersi tra loro. Il manto è di colore variabile, ma generalmente è marrone scuro sulle regioni superiori e grigio chiaro o argento su quelle inferiori.
La foca dagli anelli ha una costituzione decisamente paffuta, con una piccola testa rotonda e un collo breve e spesso. Il muso largo e smussato e i grandi occhi ravvicinati e rivolti in avanti conferiscono all'animale un aspetto quasi felino. Le zampe anteriori sono relativamente piccole e poco appuntite, ma presentano artigli spessi più di 2,5 cm che vengono impiegati per creare fori di respirazione nello spesso strato di ghiaccio. Le vibrisse (o «baffi») sono di colore chiaro, quasi perlaceo. I maschi tendono a essere leggermente più grandi delle femmine.
Alla nascita i piccoli di foca dagli anelli sono ricoperti da una folta pelliccia lanosa e biancastra nota come lanugo. Man mano che essi crescono, la pelliccia diviene più fine e un po' più lunga di quella degli adulti, assumendo una colorazione grigio scura sulle regioni superiori e argentata su quelle inferiori. A questo stadio i piccoli sono noti come silver jars. Alcuni piccoli possono presentare anche alcune macchie scure sparse sulla regione ventrale e qualche anello sul dorso.

## Distribuzione e habitat

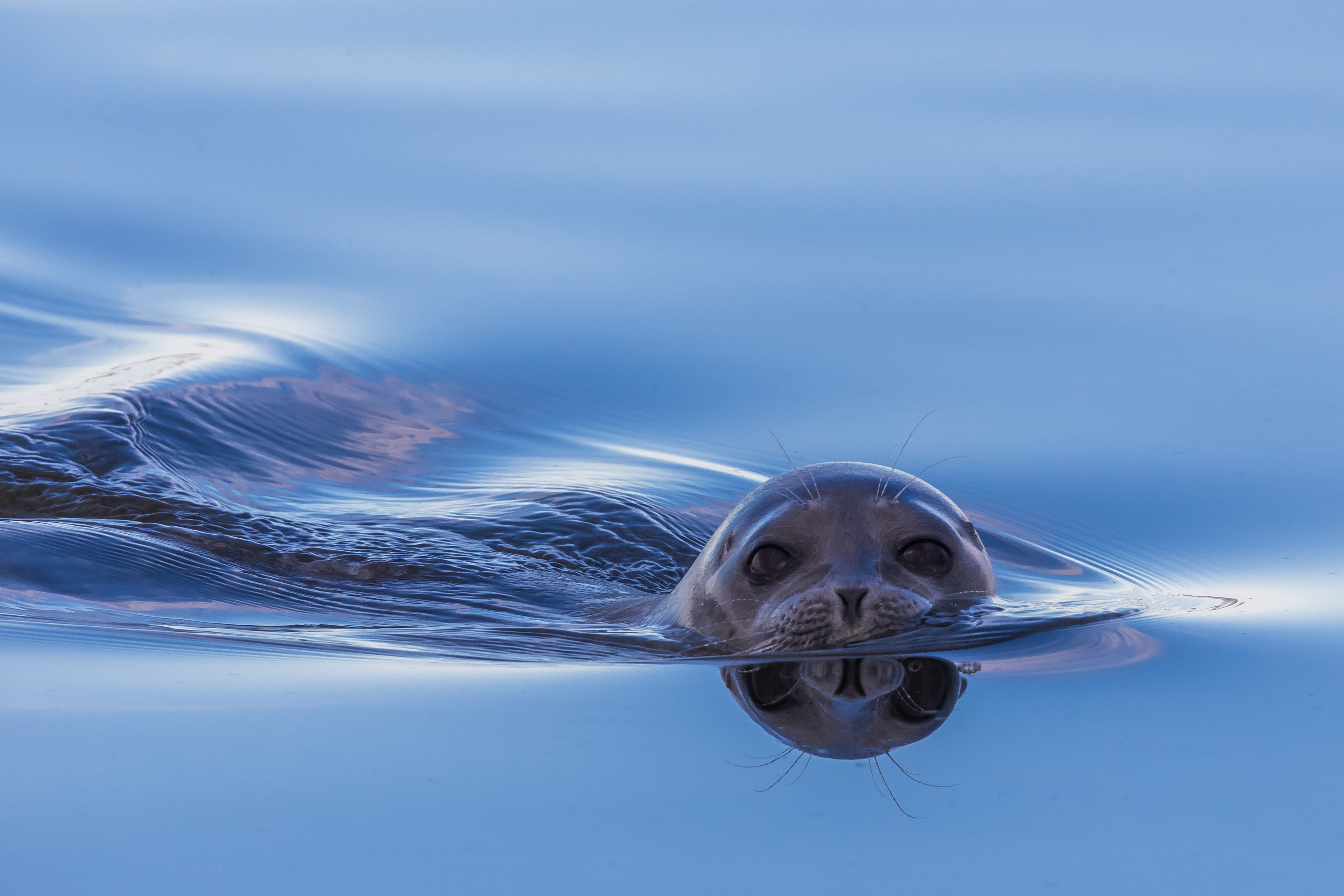
Esemplare nel mare di Laptev, vicino all'isola di Bol'šoj Begičev

La foca dagli anelli ha una distribuzione circumpolare attorno all'Artico e si incontra nelle regioni settentrionali del mar Baltico, di Canada, Alaska e Siberia, e lungo le coste pacifiche del Giappone, nonché, con due sottospecie (v. sotto), nelle acque dolci di alcuni laghi nordici.
Com'è già stato detto, ve ne sono cinque sottospecie. La foca dagli anelli dell'Artico (P. h. hispida) è forse la più numerosa tra tutte le foche della regione artica: si incontra in ogni zona del mar Glaciale Artico, così come nel mare di Bering, e si spinge a sud fino a Terranova e alla Norvegia settentrionale. La foca dagli anelli di Okhotsk (P. h. ochotensis) è diffusa nel mare di Okhotsk e nel Giappone settentrionale, mentre la foca dagli anelli del Baltico (P. h. botnica) abita le regioni settentrionali e centrali del mar Baltico, in particolar modo la baia di Botnia. La foca del Ladoga (P. h. ladogensis) è diffusa solamente nel lago Ladoga, nella Russia occidentale, mentre la foca del Saimaa (P. h. saimensis) si incontra solo nel lago Saimaa, nella Finlandia orientale.
La foca dagli anelli viene generalmente considerata una specie associata alla banchisa, dal momento che trascorre sui ghiacci ogni periodo dell'anno. La sua abilità nel creare e mantenere aperti fori di respirazione nel mare ghiacciato, utilizzando gli sviluppati artigli delle zampe anteriori, le consente di prosperare in aree dove altre foche non possono sopravvivere. Gli esemplari adulti scavano cavità o tane sulla superficie della banchisa per partorire e allevare i piccoli, ma anche per proteggersi dai predatori e dal freddo estremo.
Le foche dagli anelli dell'Artico e di Okhotsk vivono quasi esclusivamente sulla banchisa, ove si riproducono, effettuano la muta e riposano, e solo raramente si spingono sulla terraferma. Anche le foche dagli anelli del Baltico, nonché quelle del Ladoga e del Saimaa, che vivono in acqua dolce, si riproducono ed effettuano la muta sul ghiaccio, ma in estate, quando questo non è presente, sono costrette a radunarsi sulle isole e sulla costa.
Alcune popolazioni effettuano migrazioni stagionali in base alla disponibilità dei ghiacci, anche su lunghe distanze, in particolare nel caso di esemplari giovani.

## Biologia

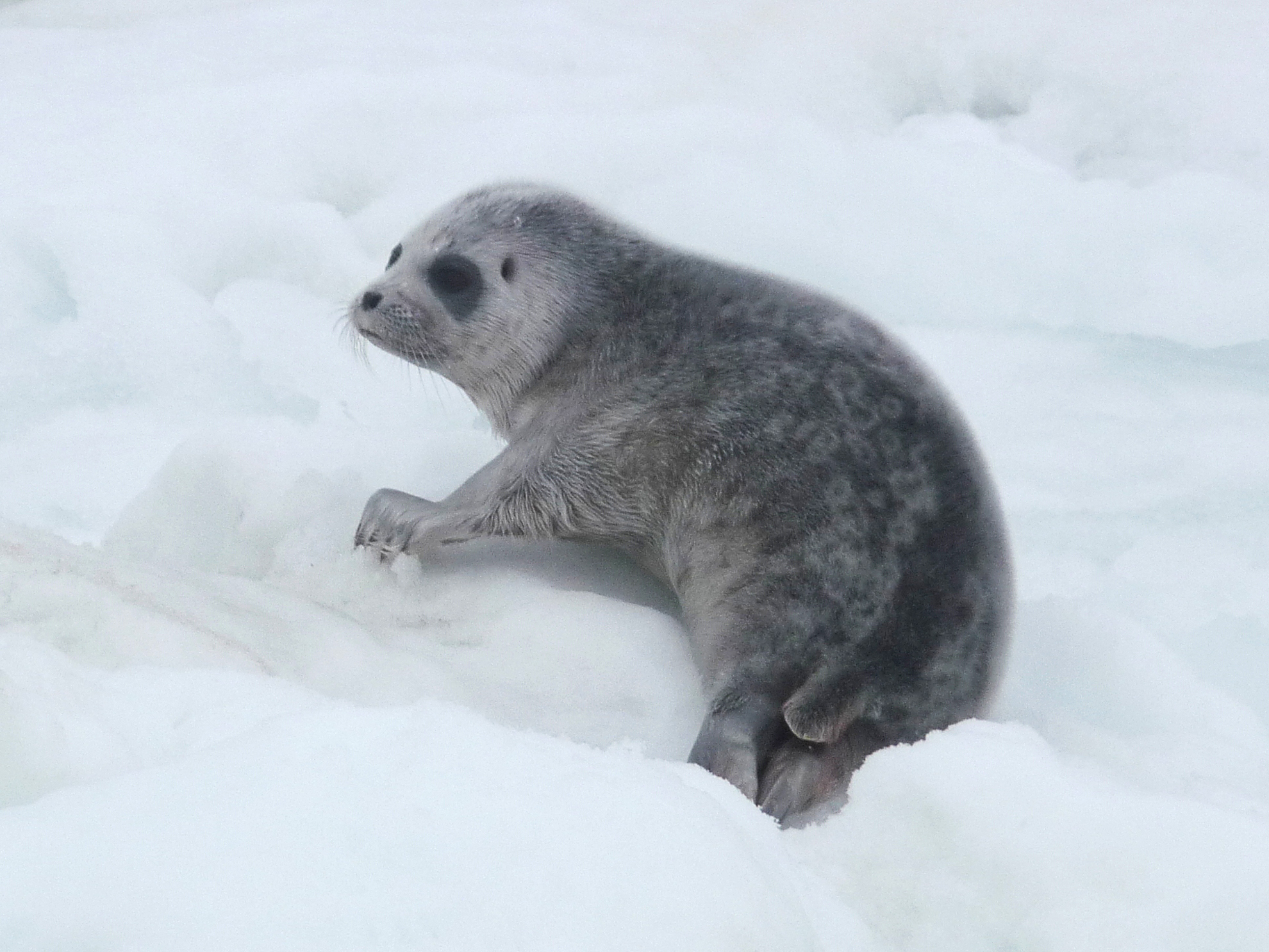
Piccolo di foca dagli anelli.

Straordinariamente adattate a vivere sulla banchisa perenne dell'Artico, quasi tutte le foche dagli anelli si riproducono sui cosiddetti «ghiacci veloci» (cioè i ghiacci che si formano lungo le coste e che si spingono in mare aperto), dove le femmine scavano cavità nelle quali danno alla luce i piccoli. Queste tane conferiscono protezione termica contro le rigide temperature dell'aria e le gelide e violente raffiche di vento e offrono almeno un po' di riparo dai predatori, come volpi artiche (Vulpes lagopus) e orsi polari (Ursus maritimus). Le femmine partoriscono un unico piccolo tra marzo e maggio, con un picco delle nascite agli inizi di aprile, sebbene nel lago Saimaa e nelle regioni meridionali del mar Baltico i cuccioli nascano prima, alla fine di febbraio o agli inizi di marzo. La madre sposta il piccolo attraverso un sistema costituito solitamente da quattro a sei tane, per evitare che questo venga individuato dai predatori. Tuttavia, i piccoli imparano a immergersi già poco dopo la nascita e sono presto in grado di spostarsi da una tana all'altra da soli. La femmina allatta il piccolo per sei settimane, fino a quando entrambi divengono più attivi e trascorrono gran parte del tempo effettuando brevi immersioni alla ricerca di cibo. Il piccolo viene svezzato prima che il ghiaccio primaverile si frantumi, nel mese di giugno. L'accoppiamento avviene circa un mese dopo il parto, ma l'embrione non si impianta nell'utero fino ad agosto o settembre. Il periodo di gestazione dura circa 240 giorni.
Dopo la stagione degli amori, le foche si radunano sui ghiacci al limitare del pack permanente per effettuare la muta. Questa generalmente avviene tra metà maggio e metà giugno, e durante questo periodo gli animali mangiano raramente e tendono a perdere gran parte del peso corporeo. Le femmine raggiungono la maturità sessuale a tre-sette anni di età, mentre i maschi divengono sessualmente maturi a cinque-sette anni, sebbene probabilmente non si accoppino fino all'età di otto-dieci anni. Probabilmente i maschi sono poliginici, cioè si accoppiano con più di una femmina. È probabile, inoltre, che essi stabiliscano dei territori subacquei durante la stagione degli amori.
La foca dagli anelli è un predatore piuttosto opportunista che consuma una gran varietà di pesci e crostacei. Gli esemplari adulti tendono a prediligere pesci che si spostano in piccoli banchi, ma anche invertebrati come krill e gamberetti possono costituire una parte importante della dieta a seconda della località e della stagione. Gli orsi polari sono i principali predatori della foca dagli anelli, in particolare dei cuccioli e degli esemplari immaturi, più vulnerabili agli attacchi. Tra gli altri predatori vi sono inoltre trichechi (Odobenus rosmarus), orche (Orcinus orca), volpi artiche, gabbiani e corvi.

## Conservazione

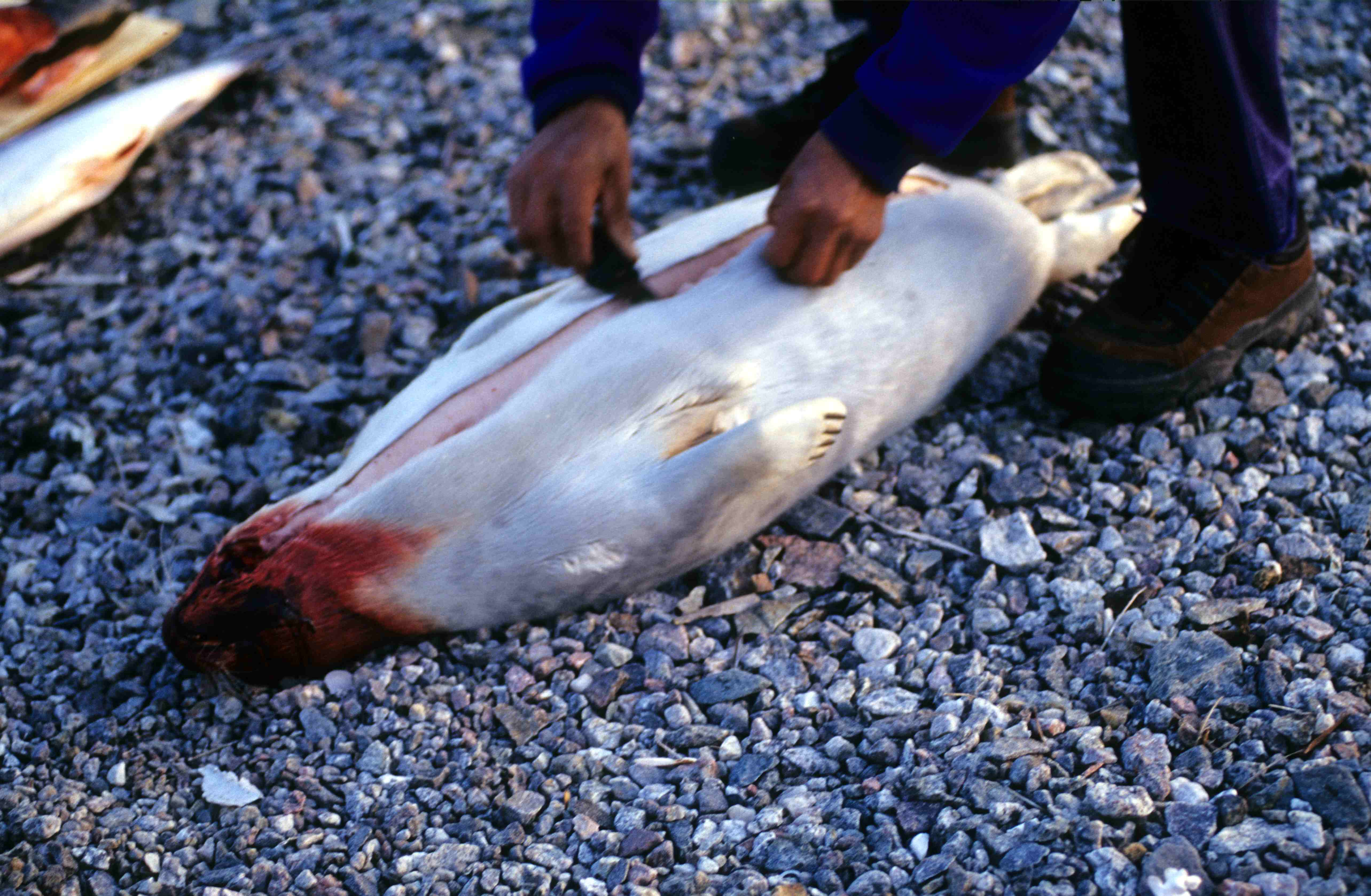
Prelevo della pelliccia.

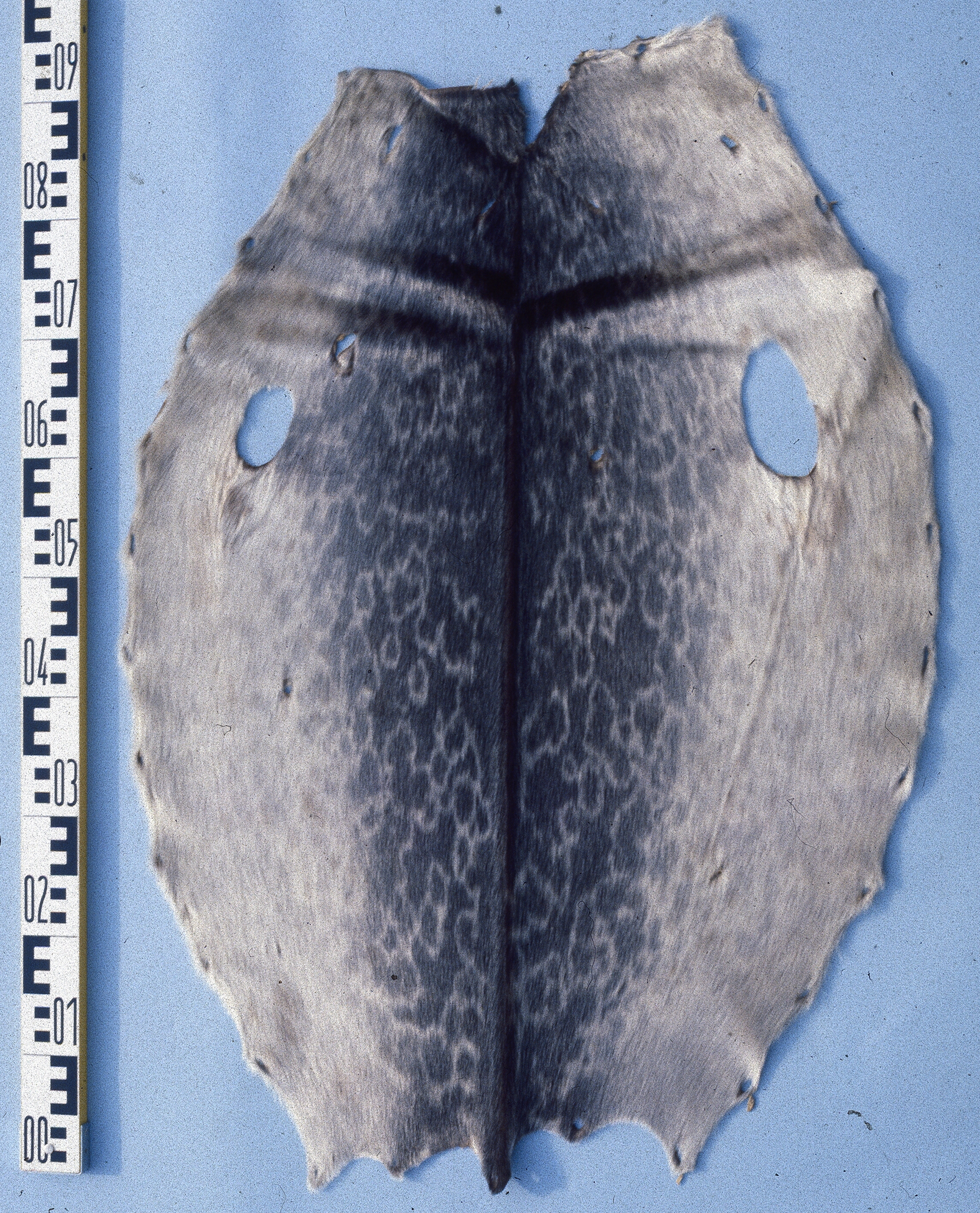
Pelle di foca dagli anelli.

La foca dagli anelli è stata uno dei pilastri della dieta dei popoli nativi dell'Artico: la sua carne viene utilizzata come cibo sia per gli uomini che per i cani da slitta, mentre la pelle viene impiegata per confezionare abiti. Questa caccia di sussistenza continua ancora oggi, sebbene non se ne conosca con certezza l'intensità; si ritiene, tuttavia, che il numero di esemplari abbattuti ogni anno sia dell'ordine di molte decine di migliaia. In passato la specie è stata sfruttata intensamente, su scala commerciale, per la pelliccia. Il picco di catture si ebbe attorno alla metà del XX secolo, quando la caccia intensa provocò la scomparsa della specie da varie zone meridionali dell'areale, comprese molte parti del mar Baltico e del mare di Okhotsk. Tuttavia, la pressione venatoria attuale è ritenuta molto meno significativa.
Tra gli altri fattori di minaccia per la foca dagli anelli ricordiamo l'inquinamento, le catture nelle reti da pesca e varie attività di disturbo umano. L'inquinamento è un rischio particolarmente rilevante nal mar Baltico, nonché nel lago Saimaa, ove si ritiene che l'inquinamento da mercurio causato dalle strutture industriali presenti sulle sponde abbia contribuito alla riduzione del tasso di natalità e al declino, tuttora in corso, della foca del Saimaa. Si ritiene che ogni anno tra le 200 e le 400 foche del Ladoga muoiano intrappolate nelle reti da pesca.
Comunque, la maggiore minaccia per la specie è costituita dai mutamenti climatici. La foca dagli anelli dipende dai ghiacci per molti stadi del suo ciclo vitale: sia la copertura di ghiaccio che di neve devono essere stabili durante la primavera, sì da permettere alle femmine di allevare i propri piccoli nelle tane. Ma dal momento che ogni anno i ghiacci dell'Artico tendono a sciogliersi sempre più in anticipo, molti piccoli possono separarsi prematuramente dalle madri, rischiando così di rimanere esposti agli agenti atmosferici e ai predatori. Inoltre, anche le piogge primaverili e la calura estiva possono provocare il collasso del soffitto delle tane, portando a conseguenze simili.
Oltretutto, le condizioni climatiche meno rigide dell'Artico hanno aperto all'uomo la strada verso aree in precedenza inaccessibili e così attività come la navigazione e l'estrazione del petrolio diverranno in futuro fattori di disturbo più frequenti. Tutto questo provocherà un sempre maggiore degrado dell'habitat, mentre la pesca potrebbe ridurre la disponibilità di pesci per le foche. Temperature più calde potrebbero anche favorire parassiti e agenti patogeni, che potrebbero mettere a repentaglio la salute di questi animali, già provata dai continui mutamenti ambientali.